# Спасское сельское поселение (Богородский район)
Спа́сское сельское поселение — муниципальное образование в составе Богородского района Кировской области России, существовавшее в 2006 — 2012 годах.
Центр — село Спасское.

## История
Спасское сельское поселение образовано 1 января 2006 года согласно Закону Кировской области от 07.12.2004 № 284-ЗО.
28 апреля 2012 года Законом Кировской области № 141-ЗО Спасское сельское поселение было упразднено, все населённые пункты включены в состав Ошланского сельского поселения.

## Население
Население сельского поселения составляло 262 человек (2010).

## Состав
В состав поселения входили 2 населённых пункта:
- село Спасское
- деревня Туманы